# Oxyprosopus viola
Oxyprosopus viola är en skalbaggsart som beskrevs av Jordan 1894. Oxyprosopus viola ingår i släktet Oxyprosopus och familjen långhorningar.
Artens utbredningsområde är:
- Ghana.
- Togo.

Inga underarter finns listade i Catalogue of Life.